# لويس توليدو
لويس توليدو (بالإسبانية: Luis Toledo) هو منافس ألعاب قوى مكسيكي، ولد في 3 ديسمبر 1964.

## وصلات خارجية
- لويس توليدو على موقع الاتحاد الدولي لألعاب القوى (الإنجليزية)
- لويس توليدو على موقع أوليمبيديا (الإنجليزية)